# Ruder-Europameisterschaften 2012
Koordinaten: 45° 48′ 45,3″ N, 8° 44′ 24,3″ O

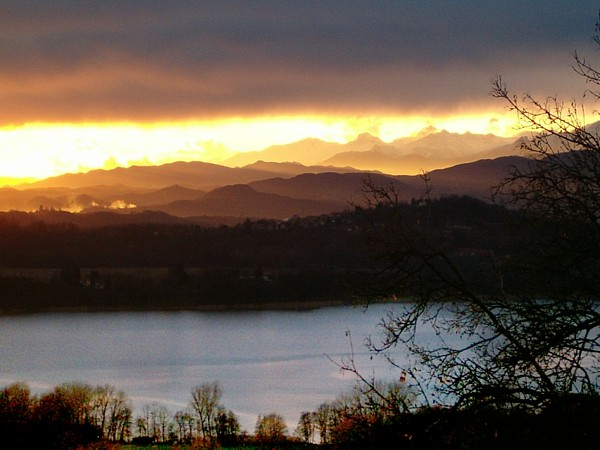
Lago di Varese, auf dem die Wettkämpfe stattfanden

Die Ruder-Europameisterschaften 2012 fanden vom 14. bis 16. September 2012 in Varese (Italien) auf dem Lago di Varese statt.

## Ergebnisse

### Männer
| Bootsklasse                                  | Gold | Gold    | Silber | Silber  | Bronze | Bronze  |
| -------------------------------------------- | --- | ------- | --- | ------- | --- | ------- |
| Einer (M1x)                                  | Litauen Mindaugas Griškonis | 6:57,56 | Kroatien Damir Martin | 6:57,63 | Bulgarien Georgi Boschilow | 6:59,71 |
| Doppelzweier (M2x)                           | Kroatien Martin Sinković Valent Sinković | 6:14,25 | Italien Alessio Sartori Romano Battisti | 6:15,17 | Norwegen Nils Jakob Hoff Kjetil Borch                                                                                            | 6:17,78 |
| Doppelvierer (M4x)                           | Estland Andrei Jämsä Allar Raja Tõnu Endrekson Kaspar Taimsoo                                                                                            | 5:47,91 | Ukraine Jurij Iwanow Iwan Futryk Oleksandr Nadtoka Iwan Dowhodko                                                                                            | 5:51,18 | Slowenien Gasper Fistravec Jan Spik Jernej Markovc Matej Rojec                                                                   | 5:52,01 |
| Zweier ohne Steuermann (M2-)                 | Niederlande Rogier Blink Mitchel Steenman | 6:28,00 | Spanien Alexander Sigurbjonsson Benet Pau Vela Maggi | 6:29,17 | Serbien Nenad Beđik Nikola Stojić                                                                                                | 6:31,50 |
| Vierer ohne Steuermann (M4-)                 | Griechenland Nikolaos Gountoulas Apostolos Gountoulas Georgios Tziallas Ioannis Christou                                                                 | 5:56,03 | Rumänien Marius-Vasile Cozmiuc George Palamariu Cristi Ilie Pîrghie Florin Curuea                                                                           | 5:57,37 | Serbien Miloš Vasić Radoje Đerić Miljan Vuković Goran Jagar                                                                      | 5:58,72 |
| Achter (M8+)                                 | Polen Marcin Brzeziński Maciej Mattik Mikołaj Burda Piotr Hojka Zbigniew Schodowski Michał Szpakowski Krystian Aranowski Rafał Hejmej Daniel Trojanowski | 5:33,23 | Italien Paolo Perino Giuseppe Vicino Leopoldo Sansone Pierpaolo Frattini Mario Paonessa Vincenzo Capelli Sergio Canciani Andrea Tranquilli Enrico D’Aniello | 5:34,57 | Tschechien Kornel Altman David Jirka Jakub Podrazil Michal Horváth Jan Pilc Milan Doleček Petr Melichar Matyáš Klang Martin Suma | 5:35,23 |
| Leichtgewichts-Doppelzweier (LM2x)           | Griechenland Panagiotis Magdanis Spyridon Giannaros | 6:21,58 | Portugal Pedro Fraga Nuno Mendes | 6:22,27 | Vereinigtes Königreich Chris Boddy Michael Mottram                                                                               | 6:23,34 |
| Leichtgewichts-Vierer ohne Steuermann (LM4-) | Italien Luca De Maria Martino Goretti Petru Zaharia Armando Dell’Aquila                                                                                  | 6:00,92 | Vereinigtes Königreich Sam Scrimgeour Adam Freeman-Pask William Fletcher Jonathan Clegg                                                                     | 6:01,74 | Serbien Nikola Selaković Miloš Stanojević Nenad Babović Miloš Tomić                                                              | 6:05,46 |

### Frauen
| Bootsklasse                        | Gold | Gold    | Silber | Silber  | Bronze | Bronze  |
| ---------------------------------- | --- | ------- | --- | ------- | --- | ------- |
| Einer (W1x)                        | Litauen Donata Vištartaitė | 7:36,26 | Serbien Iva Obradović | 7:39,87 | Estland Kaisa Pajusalu | 7:41,81 |
| Doppelzweier (W2x)                 | Belarus Tatjana Kuchta Jekaterina Schljupskaja | 6:58,94 | Italien Giulia Pollini Giada Colombo | 7:02,20 | Rumänien Maria Bursuc Adelina Cojocariu | 7:03,67 |
| Doppelvierer (W4x)                 | Ukraine Kateryna Tarassenko Natalija Dowhodko Olha Hurkowska Jana Dementjewa                                                                                 | 6:26,44 | Polen Kamila Soćko Joanna Leszczyńska Sylwia Lewandowska Natalia Madaj                                                                              | 6:28,42 | Rumänien Ionelia Zaharia Ioana Crăciun Camelia Lupașcu Nicoleta Albu                                                                                               | 6:29,98 |
| Zweier ohne Steuerfrau (W2-)       | Rumänien Camelia Lupașcu Nicoleta Albu | 7:14,49 | Vereinigtes Königreich Caragh McMurtry Olivia Carnegie-Brown                                                                                        | 7:18,65 | Kroatien Sonja Keserac Maja Anic | 7:18,91 |
| Achter (W8+)                       | Rumänien Roxana Cogianu Viorica Susanu Cristina Grigoraș Irina Dorneanu Georgeta Andrunache Andreea Boghian Rodica Șerban Ioana Rotaru Talida-Teodora Gîdoiu | 6:06,94 | Italien Claudia Wurzel Sara Magnaghi Alessandra Patelli Giada Colombo Gabriella Bascelli Sara Bertolasi Gaia Palma Enrica Marasca Federica Cesarini | 6:17,66 | Vereinigtes Königreich Leonora Kennedy Claire McKeown Monica Relph Victoria Meyer-Laker Yasmin Tredell Zoe Lee Caragh McMurtry Olivia Carnegie-Brown Zoe de Toledo | 6:18,31 |
| Leichtgewichts-Doppelzweier (LW2x) | Italien Laura Milani Elisabetta Sancassani | 6:53,39 | Griechenland Christina Giazitzidou Alexandra Tsiavou                                                                                                | 6:57,62 | Vereinigtes Königreich Ruth Walczak Imogen Walsh | 6:58,87 |

## Medaillenspiegel
| Platz | Land                   | Gold | Silber | Bronze | Gesamt |
| ----- | ---------------------- | ---- | ------ | ------ | ------ |
| 1     | Italien                | 2    | 4      |        | 6      |
| 2     | Rumänien               | 2    | 1      | 2      | 5      |
| 3     | Griechenland           | 2    | 1      |        | 3      |
| 4     | Litauen                | 2    |        |        | 2      |
| 5     | Kroatien               | 1    | 1      | 1      | 3      |
| 6     | Ukraine                | 1    | 1      |        | 2      |
| 6     | Polen                  | 1    | 1      |        | 2      |
| 8     | Estland                | 1    |        | 1      | 2      |
| 9     | Niederlande            | 1    |        |        | 1      |
| 9     | Belarus                | 1    |        |        | 1      |
| 11    | Vereinigtes Königreich |      | 2      | 3      | 5      |
| 12    | Serbien                |      | 1      | 3      | 4      |
| 13    | Portugal               |      | 1      |        | 1      |
| 13    | Spanien                |      | 1      |        | 1      |
| 15    | Bulgarien              |      |        | 1      | 1      |
| 15    | Tschechien             |      |        | 1      | 1      |
| 15    | Norwegen               |      |        | 1      | 1      |
| 15    | Slowenien              |      |        | 1      | 1      |
| Summe | Summe                  | 14   | 14     | 14     | 42     |